# پل دانلی (بازیکن فوتبال)
پل دانلی (انگلیسی: Paul Donnelly؛ زادهٔ ۱۶ فوریهٔ ۱۹۸۱) بازیکن فوتبال اهل بریتانیا است.
از باشگاه‌هایی که در آن بازی کرده‌است می‌توان به باشگاه فوتبال نانت‌ویچ، باشگاه فوتبال نیوکاسل تاون، باشگاه فوتبال ویتون آلبیون، باشگاه فوتبال استافورد رانجرز، باشگاه فوتبال استون دومینوئس، باشگاه فوتبال پورت ویل، و باشگاه فوتبال لیک تاون اشاره کرد.